# Phreatoasellus iriei
Phreatoasellus iriei là một loài chân đều trong họ Asellidae. Loài này được Matsumoto miêu tả khoa học năm 1978.